# Ville fermée
 (janvier 2019).

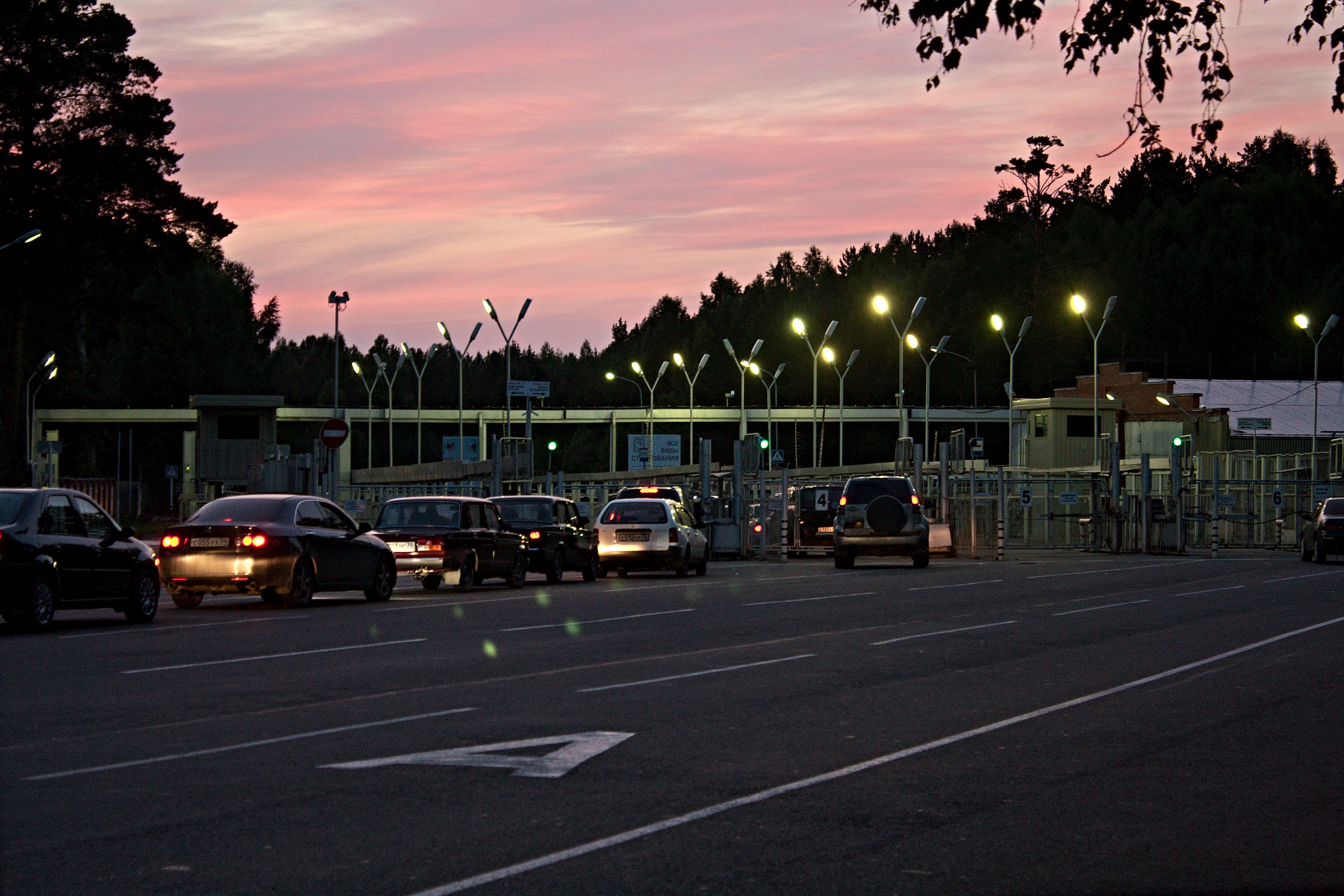
Poste de contrôle à l'entrée de la ville fermée de Seversk, dans l'oblast de Tomsk.

Une ville fermée ou ville secrète ou encore ville close est, dans l'ancienne Union soviétique, une ville comportant des restrictions d'accès, de déplacement et de résidence. Ces localités sont appelées entités territoriales administratives fermées (en russe : закрытые административно-территориальные образования, ЗАТО, zakrytye administrativno-territorialnye obrazovaniïa, ZATO). Quelques villes fermées ont aussi existé hors de l'URSS, comme aux États-Unis.
L'existence et l'emplacement des villes fermées de création récente sont restés longtemps un secret : elles ne figuraient ni sur les cartes ni dans les statistiques. Elles étaient souvent désignées par leurs codes postaux qui faisaient référence à la ville la plus proche comme Sverdlovsk-4 pour Novoouralsk ou Arzamas-16 pour Sarov. Aujourd'hui leur nombre a beaucoup diminué et elles sont sans doute toutes connues et localisées, même si les cartes russes continuent de ne pas faire figurer certaines d'entre elles.

## Origine
Les villes fermées ont été créées à la fin des années 1940. Elles appartenaient à deux catégories : celles des villes frontalières et celles liées aux complexes militaro-industriels.
Les agglomérations civiles proches fournissaient souvent la main-d'œuvre nécessaire à leur construction. Bien que l'existence de villes fermées ait été présentée initialement comme une mesure temporaire qui devrait être normalisée lorsque les conditions seraient devenues plus favorables, en pratique les villes closes devinrent une institution essentielle du système soviétique. 
Les déplacements vers et à partir des villes fermées étaient strictement contrôlés. Leur accès était interdit aux étrangers et soumis à de fortes restrictions pour les habitants de la région : ceux-ci devaient disposer de certificat spécifique pour s'y rendre et les quitter ; les habitants des villes closes subissaient une enquête de la part du NKVD et des services qui lui succédèrent. L'accès aux villes fermées était dans certains cas défendu par des barbelés et surveillé par des gardes armés.
La politique des villes fermées fut profondément modifiée à la fin des années 1980 et au début des années 1990. Certaines d'entre elles comme Perm furent ouvertes bien avant la dislocation de l'Union soviétique, d'autres comme Kaliningrad et Vladivostok restèrent fermées jusqu'en 1992. L'adoption de la nouvelle Constitution de la fédération de Russie en 1993 entraîna une réforme en profondeur du statut des villes fermées.

### Villes frontalières
Des villes frontalières (et parfois des régions entières comme l'oblast de Kaliningrad) étaient fermées pour des raisons de sécurité. Des zones de ce type existaient également ailleurs dans le bloc soviétique, en particulier le long de la frontière avec l'Allemagne de l'Ouest.

### Complexes militaro-industriels
Les agglomérations comportant des installations sensibles du complexe militaro-industriel ou dans le domaine scientifique telles que les bases militaires ou les centres de recherche nucléaires étaient fermées pour des garantir le secret sur les recherches ou les renseignements. Cette catégorie incluait les villes de Perm, centre de production des chars de combat ; Nijni Novgorod, où le dissident Andrei Sakharov fut exilé pour limiter ses contacts avec l'étranger ; et Vladivostok, base de la Flotte soviétique du Pacifique. L'emplacement de plusieurs de ces villes fermées était choisi sur des bases géographiques : elles étaient souvent situées dans des zones retirées au fond de l'Oural ou de la Sibérie hors de portée des bombardiers ennemis.

## Russie

### Villes fermées pendant la Guerre froide
La Russie a abrité un grand nombre de villes fermées, associées aux activités stratégiques du complexe militaro-industriel de l'Union soviétique. Les plus emblématiques ont été les Atomgrad (en russe : Атомград), destinées à la recherche et au développement nucléaires militaires. Pendant la Guerre froide, au moins dix villes de ce type ont été créées. Après la dislocation de l'Union soviétique, elles ont toutes changé de nom, mais demeurent fermées, bien que certaines parties d'entre elles (Sarov, Snejinsk et Jeleznogorsk) soient accessibles à des visiteurs munis de permis spéciaux.
| Nom de code                       | Nom actuel   | Oblast                   | Création | Fonctions principales                                        |
| --------------------------------- | ------------ | ------------------------ | -------- | ------------------------------------------------------------ |
| Arzamas-16                        | Sarov        | Oblast de Nijni Novgorod | 1946     | Conception et développement d'armements, assemblage d'ogives |
| Sverdlovsk-44                     | Novoouralsk  | Oblast de Sverdlovsk     | 1946     | Enrichissement d'uranium                                     |
| Tcheliabinsk-40 (par la suite 65) | Oziorsk      | Oblast de Tcheliabinsk   | 1947     | Production de plutonium, fabrication de composants           |
| Sverdlovsk-45                     | Lesnoï       | Oblast de Sverdlovsk     | 1947     | Enrichissement d'uranium, assemblage d'ogives                |
| Tomsk-7                           | Seversk      | Oblast de Tomsk          | 1949     | Enrichissement d'uranium, fabrication de composants          |
| Krasnoïarsk-26                    | Jeleznogorsk | Kraï de Krasnoïarsk      | 1950     | Production de plutonium                                      |
| Zlatooust-36                      | Triokhgorny  | Oblast de Tcheliabinsk   | 1952     | Assemblage d'ogives                                          |
| Penza-19                          | Zaretchny    | Oblast de Penza          | 1955     | Assemblage d'ogives                                          |
| Krasnoïarsk-45                    | Zelenogorsk  | Kraï de Krasnoïarsk      | 1956     | Enrichissement d'uranium                                     |
| Tcheliabinsk-70                   | Snejinsk     | Oblast de Tcheliabinsk   | 1957     | Conception et développement d'armements                      |

D'autres villes fermées étaient par contre très connues, à l'instar de Vladivostok, dont le rôle et l'importance étaient connus de tous. Dans ce contexte, fermer la ville n'améliorait que la protection des installations stratégiques vis-à-vis de l'espionnage ou d'éventuels sabotages.

### Situation actuelle
Il existe aujourd'hui officiellement 42 ZATO en Russie, dont le statut de ville fermée est défini par un décret gouvernemental et rassemblant une population de 1,5 million d'habitants. Soixante-quinze pour cent de ces territoires sont administrés par le ministère de la Défense, tandis que les autres sont gérées par l'Agence fédérale de l'énergie atomique, autrefois ministère pour l'Énergie atomique (Minatom).
Les villes fermées sont officiellement : 
- Oblast d'Arkhangelsk :
  - Mirny ;
- Oblast d'Astrakhan :
  - Znamensk ;
- République de Bachkirie :
  - Mejgorié ;
- Oblast de Tcheliabinsk :
  - Oziorsk,
  - Snejinsk,
  - Triokhgorny ;
- Kraï du Kamtchatka :
  - Vilioutchinsk ;
- Kraï de Krasnoïarsk :
  - Jeleznogorsk,
  - Norilsk,
  - Zelenogorsk ;
- Oblast de Moscou :
  - Krasnoznamensk ;
- Oblast de Mourmansk :
  - Gadjievo,
  - Ostrovnoï,
  - Poliarny,
  - Severomorsk,
  - Snejnogorsk,
  - Zaoziorsk ;
- Oblast de Nijni Novgorod :
  - Sarov ;
- Oblast de Penza :
  - Zaretchny ;
- Kraï du Primorie :
  - Bolchoï Kamen,
  - Fokino ;
- Oblast de Saratov :
  - Chikhany ;
- Oblast de Sverdlovsk :
  - Lesnoï,
  - Novoouralsk ;
- Oblast de Tomsk :
  - Seversk ;
- Oblast de Vladimir :
  - Radoujny.

Certaines d'entre elles sont ouvertes aux investissements étrangers mais les étrangers ne peuvent y entrer que munis d'un permis. Par exemple l'Initiative des villes nucléaires, programme commun de l'Administration nationale de la sûreté nucléaire américaine et du Minatom russe, impliquait les villes de Sarov, Snejinsk et Jeleznogorsk.
Le nombre des villes fermées s'est considérablement réduit depuis le milieu des années 1990. Malgré tout en 2001, le déplacement des étrangers (à l'exception des Biélorusses) à destination des villes arctiques de Norilsk, Talnak, Kaïerkan, Doudinka et Igarka était fortement contrôlé. Les citoyens russes eux-mêmes ne peuvent visiter ces villes que munis d'un permis de déplacement.

## Kazakhstan
Deux villes fermées étaient situées sur le territoire du Kazakhstan : Baïkonour (anciennement Leninsk), bâtie à proximité du cosmodrome de Baïkonour, encore sous administration russe, et Kourtchatov située dans le polygone nucléaire de Semipalatinsk.

## Ukraine
L'Ukraine possédait deux villes fermées : le port de Sébastopol en Crimée et la ville industrielle de Dnipropetrovsk. Les restrictions de séjour ont été levées au milieu des années 1990.

## Estonie
Deux villes fermées existaient en Estonie : Sillamäe et Paldiski. Comme toutes les autres villes industrielles, la population était majoritairement russophone. 
À Sillamäe était implantée l'usine chimique produisant le combustible nucléaire et autres composants nécessaires aux centrales nucléaires soviétiques et à l'assemblage des armes atomiques. Sillamäe fut ville fermée jusqu'en 1991, année où l'Estonie retrouva son indépendance. 
Paldiski était un centre d'entraînement pour les sous-marins nucléaires de la marine soviétique et est restée fermée jusqu'en 1994, année du départ du dernier bâtiment de guerre russe.

## États-Unis
Les villes d'Oak Ridge et de Mercury, créées respectivement en 1942 et 1950 pour la mise au point d'armes nucléaires, étaient des villes fermées, sur le même principe que leurs équivalents soviétiques.